# Долли (овца)
Ове́чка До́лли (англ. Dolly; 5 июля 1996, Рослинский институт, Великобритания — 14 февраля 2003, там же) — первое клонированное млекопитающее животное, которое было получено путём пересадки ядра соматической клетки в цитоплазму яйцеклетки. Овца Долли являлась генетической копией овцы — донора клетки.
Генетическая информация для процесса клонирования была взята из взрослых дифференцированных (соматических) клеток, а не из половых (гамет) или стволовых. Исходное животное (прототип) на момент клонирования уже умерло. А часть его клеток, необходимая для эксперимента, была своевременно заморожена и хранилась в жидком азоте, чтобы сохранить и передать генетический материал.
Эксперимент был поставлен Яном Вилмутом и Китом Кэмпбеллом в Рослинском институте (англ. Roslin Institute), в Шотландии, близ Эдинбурга в 1996 году. Этот эксперимент после некоторых усовершенствований его технологии дал начало целой череде клонирования из соматических клеток различных животных, в том числе, помимо овец, ещё и коров, кошек, оленей, собак, лошадей, быков, кроликов, крыс и обезьян.
Сама Долли стала самой известной овцой в истории науки. Она прожила 6,5 лет и оставила после себя 6 ягнят. Долли была усыплена в 2003 году после болезни.
В 2006 году о жизни Долли и судьбе эксперимента каналом Discovery был снят научно-популярный фильм.

## Клонирование Долли

Схема клонирования Долли

Попытки создать полноценные клоны теплокровных животных предпринимались ещё до успеха с Долли. Среди таких — получение овец Меган (англ. Megan) и Мораг (англ. Morag), созданных той же группой исследователей. Но, в отличие от Долли, эти овцы были получены из эмбриональных клеток. Статья о них была опубликована в журнале Nature в 1996 году. Тот эксперимент был важным шагом на пути к получению полноценного клона из взрослых животных.
Долли — первое теплокровное животное, которое было получено из ядра взрослой (соматической), а не половой или стволовой клетки. В естественных условиях каждый организм сочетает генетические признаки отца и матери. В случае с Долли генетический «родитель» был только один — овца-прототип.
В ходе эксперимента одна из соматических клеток (замороженная клетка вымени) уже умершей к тому времени овцы послужила источником генетического материала, который был соединён с половой клеткой (ооцитом) другой овцы. Собственный генетический материал из последней был полностью удалён. Сформированная таким образом яйцеклетка, содержащая генетический материал только первой овцы, была выношена овцой-суррогатной матерью. В результате родился ягнёнок, ставший известным как Долли. И была доказана возможность клонирования теплокровных животных, включая и уже умерших, если от них остался необходимый генетический материал.
В ходе эксперимента по получению Долли в 277 яйцеклеток были перенесены ядра, взятые из вымени животного-донора. Примерно десятая часть из них развилась до состояния эмбрионов. И из этих 29 эмбрионов выжил только один. Пресса объявила о её рождении лишь через 7 месяцев — 22 февраля 1997 года. Это время было необходимо исследователям для того, чтобы получить патент. Технология переноса генетической информации, использованная при клонировании Долли, стала известна как перенос ядра (англ. Nuclear transfer).

## Жизнь и смерть Долли

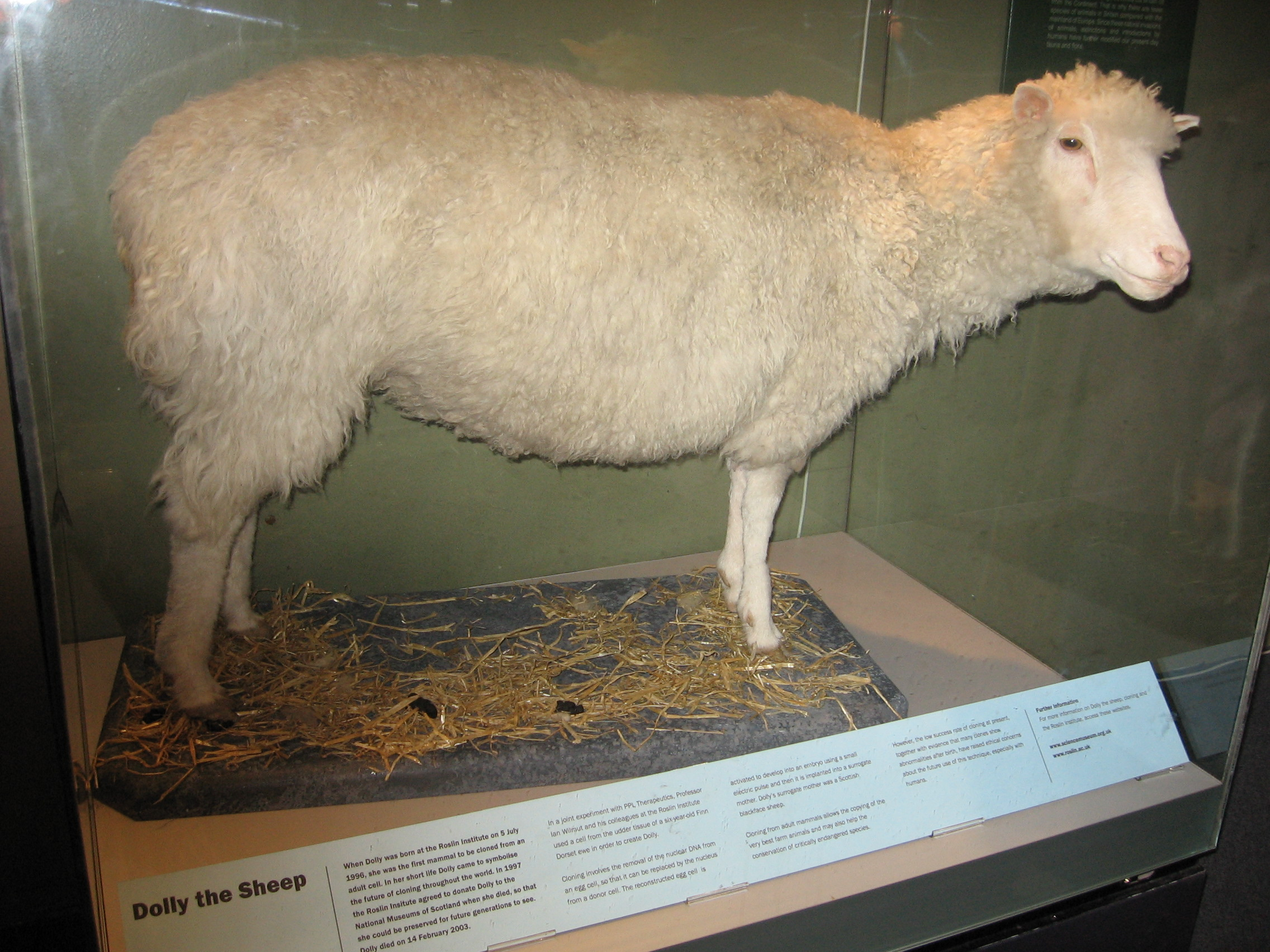
Чучело овцы Долли, первого теплокровного животного-клона

Долли родилась 5 июля 1996 года в Великобритании. Вначале у неё не было имени. Ей был присвоен только лабораторный идентификационный номер 6LL3. Имя Долли (англ. Dolly — Куколка) появилось позже, по предложению одного из ветеринаров, помогавших учёным при её рождении. Овца была получена из клетки вымени, поэтому она получила своё имя от американской певицы Долли Партон, любившей акцентировать внимание на своём крупном бюсте.
Долли жила как самая обычная овца. Умела выпрашивать лакомство у людей и родила шестерых ягнят.
Её первый ягнёнок, Бонни, родился в апреле 1998 года. В следующем году родились ягнята Салли и Рози. А затем Долли родила тройню — Люси, Дарси и Коттон.
С осени 2001 года у Долли был обнаружен артрит, ей стало трудно ходить. Но заболевание успешно лечили противовоспалительным препаратом.
14 февраля 2003 года, на седьмом году жизни, Долли пришлось усыпить. Причиной послужили прогрессирующее заболевание лёгких, вызванное ретровирусом JSRV (англ. JSRV), и тяжёлый артрит. У овец, которых содержат в закрытом помещении, риск этого заболевания высок. А Долли из соображений безопасности мало выводили открыто пастись с другими овцами. Часть учёных объясняет смерть Долли причинами, никак не связанными с клонированием: у других овец были такие же болезни, как у неё. Вместе с тем другая часть специалистов предполагает, что причиной ранней смерти могли послужить теломеры, ведь обычно овцы живут 10—12 лет. Позднее образовалась третья группа учёных, которая считала, что клонирование стало причиной ускоренного старения.
Долли стала самой известной овцой в истории науки. 9 апреля 2003 года чучело Долли было выставлено в Королевском музее Шотландии.

### Развитие и значение эксперимента
В последующем были клонированы из исходного материала (клетки молочной железы) ещё четыре овечки, которые также носят клички Dollies. Проведённое позднее исследование 13 клонированных овец, достигших возраста 7-9 лет, показало что все они находятся в полном здравии, признаков каких-либо болезней пока не выявлено (если не считать некоторые проявления остеоартрита у некоторых из них). Важным условием удачного клонирования, как выяснилось, является ингибирование деацетилазы гистонов с помощью таких веществ, как трихостатин А, а также некоторые другие исправления технологии пересадки ядер соматических клеток.
В дальнейшем британскими и другими учёными были проведены эксперименты по клонированию различных млекопитающих, включая лошадей, быков, кошек, собак. В них также использовалась технология замещения ядер ооцита ядрами соматических клеток, взятых у живых взрослых теплокровных животных (мышь, коза, свинья, корова). Также проводились эксперименты по той же технологии с клонированием замороженных мёртвых животных. Но именно удача с Долли давала учёным обоснованные надежды на успех.
Намного труднее оказалось клонировать обезьян. При использовании в качестве донора ядра клеток от взрослых обезьян, полученные клонированные обезьяны умирали вскоре после рождения. Очевидно, ядра клеток обезьян обладают высокой устойчивостью к переносу, особенно если они взяты из взрослых клеток. Лишь спустя 21 год после клонирования Долли удалось создать жизнеспособных клонированных обезьян (макак-крабоедов), используя ядра эмбриональных фибробластов и применяя эпигенетические модуляторы генов для повторной активации в ядре подавленных генов.
Продолжительность жизни клонированных животных, если они достигают половозрелого возраста, как правило, существенно не отличается от продолжительности жизни обычных животных данного вида.
Клонирование может быть использовано как для сохранения вымирающих видов, так и для воспроизводства трансгенных, искусственных видов и пород. Но такие простые методы, как те, что применялись при получении Долли, не могут решить проблему генетического многообразия. Для её решения необходимо разрабатывать более дорогие и гибкие подходы.
Клонирование может быть также использовано для восстановления вымерших животных. Так, в 2003 году было объявлено о клонировании одного из подвидов пиренейского козла, уже вымерших в неволе и в природе, однако клон умер спустя всего несколько минут после рождения.
Группой учёных из Оксфордского университета под руководством Бет Шапиро (англ. Beth Shapiro) ведутся эксперименты по генетической реконструкции вымершей птицы дронта. Также планируют клонировать странствующего голубя, сумчатого волка, моа. В перспективе клонирование может быть использовано для восстановления даже таких животных, как мамонты и динозавры.

## Реакция общества
Успех эксперимента с Долли вызвал моментальную и обширную реакцию общества.
В СМИ, массовой культуре и искусстве тема клонирования стала обсуждаться и обыгрываться сразу же и очень разнообразно. Клонирование Долли очень широко обсуждалось в США, в прессе и на телеканалах. В фильмах и компьютерных играх клоны не только животных, но даже и людей перестают быть необычным или исключительным персонажем.
Клонирование Долли поставило перед обществом ряд этических и философских вопросов. Последнее связано прежде всего с тем, что, по прогнозам некоторых учёных, до клонирования человека оставалась дистанция лишь в десяток лет.
Правительства  стран[каких?] ограничили финансирование и поддержку исследований по клонированию, а парламенты запретили исследования и разработки, прямо нацеленные на клонирование человека.
Авторы эксперимента с Долли выпустили книгу: ‘The second creation: Dolly and the age of biological control’. Cambridge, Mass.: Harvard University Press, 2001.

## Критика эксперимента
Со стороны учёных вне оспаривания самого факта опыта критиковались его невысокая эффективность (выжила только 1 из 277 яйцеклеток) и недостаточная частота — научный подход требует устойчивой повторяемости опыта и анализа большего массива результатов.
В некотором смысле спорно также наименование Долли клоном. Дело в том, что Долли клонировали посредством замены ядра, но геном передаётся не только через ядро (см. Митохондриальная ДНК), поэтому Долли, строго говоря, имеет двух генетических матерей.